# جون فالنسيا
جون خايرو تريليز فالنسيا (بالإسبانية: John Jairo Tréllez)‏ مواليد 29 أبريل 1968 في توربو) لاعب كرة قدم كولومبي سابق، لقد لعبت معظم منه مسيرته مع أتلتيكو ناسيونال وأب المهاجم سانتياغو تريليز , مثل نادي الهلال السعودي بين عامي 1997-98 .

## روابط خارجية
- (بالإسبانية) إحصاءات بوكا جونيورز  نسخة محفوظة 31 مايو 2011 على موقع واي باك مشين.
- جون فالنسيا على موقع الاتحاد الأوربي (الإنجليزية)
- جون فالنسيا على موقع الدوري الأمريكي (الإنجليزية)
- جون فالنسيا على موقع قاعدة بيانات كرة القدم.إي يو (الإنجليزية)
- جون فالنسيا على موقع ناشيونال فوتبول تيمز (الإنجليزية)
- جون فالنسيا على موقع عالم كرة القدم.نت (الإنجليزية)